# Digger Dance
Digger Dance war eine Hip-Hop-Band aus Hamburg-Altona, die unter anderem auf dem Label Eimsbush veröffentlichte.

## Mitglieder
Digger Dance bestand aus dem Rapper B-Low (Bülent Çelebi) und dem Producer und DJ Tobby Digg (Tobias Iliev-Granow).

## Künstlerische Arbeit
Digger Dance ist seit Anfang der 1990er Jahre aktiv. Die Besetzung wechselte noch recht häufig, bis sich Tobby Digg und B-Low als bleibender Kern herauskristallisierten. Ursprünglich veröffentlichten sie in englischer Sprache unter dem Namen „Direkt Aktion“ Musik die dem „Britcore“ zuzuschreiben war, einer Ära im deutschen Hip-Hop, in der man sich an europäischen Einflüssen des Hip-Hops vornehmlich aus England erfreute; bis sie etwa 1997 zu deutschen Texten übergingen. Das Video zu ihrem frühen regionalen Hit Digger is a Dancer stammte von Fatih Akın. In der deutsch-türkischen Komödie Drei Engel für Ali (2002) von Roman Schaible, die 2003 auf den Hofer Filmtagen gezeigt wurde, sind Digger Dance in den Hauptrollen zu sehen und machen die Musik. 2003 erschien ihr erstes im Handel erhältliches Album The Diggest, das die letzte Veröffentlichung des Eimsbush-Labels vor seiner Insolvenz war. Tourneen absolvierten Digger Dance unter anderem mit der  „Drei Engel für Ali-Show“, Style Liga sowie als Vorgruppe von Deichkind.

## Veröffentlichungen
- 1999: Digger Dance - Digg It / O-Block Tempel (Single)
- 2000: Digger Dance - Digger Is A Dancer (EP)
- 2001: Digger Dance - Ehrensache (Single)
- 2003: Digger Dance - The Diggest (Album)
- 2003: Digger Dance - Ich lieb Rapmusik wie das Risiko / Gesetzlos (Single)
- 2003: Digger Dance - Rap ist doch gut / Sach ma Digger (Single)

## Weitere Veröffentlichungen
- 1993 Readykill - The Approach feat Direkt Action
- 1994 Direkt Aktion - Victims Of Western States (Hamburg Hardcore)
- 2000 O-Block Tempel / Digger is die Crew (Hamburg City Heftig)
- 2001 B-Low - Jana Jones feat. Eißfeldt (Team Eimsbush Vol. 1)
- 2001 Team Eimsbush - 2,4,6,8 MC`s (Team Eimsbush Vol. 1)
- 2001 Digger Dance - Zu schön um wahr zu sein (Sleepwalker bittet zum Vorsprechtermin)
- 2001 Skunk Funk - Menschenskinder feat B-Low (Ellenbogentaktik 12")
- 2001 Rainer Knast & Blow Shit Up - Style-Ligarantiert (Style Liga #7)
- 2002 Digger Dance - Digg It (Hamburg City Heftig Vol. 2)
- 2002 Mister Schnabel feat. B-Low - Dreamteam (Hamburg City Heftig Vol. 2)
- 2002 B-Low & Illo 77 - Style-Ligagarantiert (Hamburg City Heftig Vol. 2)
- 2005 Digger Dance - I Got 5 Digger featuring Luniz (Deutschrapmonstersymbiose)
- 2006 Paolo Magic - Der ging jetzt feat Digger Dance
- 2010 Direkt Action 1993–2008 (EP)
- 2013 Captain Gips - Komm zu mir feat. B-Low / Digger Dance

## Festivals & Touren
2000 Flash Hamburg mit Eimsbush Allstars
2003 Splash mit Team Eimsbush
2000 „The Diggest Tour“ Support: Paolo 77
2002 Deichkind-Tour Support: Digger Dance & Nina MC
2001 Styleliga-Tour
2002 Drei Engel für Ali-Show Tour